# 河村城
河村城（かわむらじょう）は、神奈川県足柄上郡山北町にあった日本の城。

## 概要
平安時代末期に築城され、相模・甲斐・駿河三国の境界線が交差する要衝の近くに築かれた山城である。

## 歴史・沿革
河村城は平安時代末期に藤原秀郷の流れをくむ河村秀高によって築かれたとされる。
建武の新政・南北朝時代に入ると、河村氏は新田氏に協力し南朝方につき、北朝方の足利尊氏と対峙したといわれ、1352年（南朝：正平7年、北朝：文和元年）から2年間、河村秀国・河村秀経らは新田義興・脇屋義治とともこの城に立てこもり、畠山国清を主将とする足利尊氏軍の攻撃をしのいだとされる。しかし、南原の戦いで敗れ落城し河村一族の多くは討死し、新田義興・脇屋義治は中川城を経て甲州に逃れたとされる。
その後は、この城は畠山国清や関東管領上杉憲実を経て、足利持氏の属将、大森憲頼（氏頼の弟）の支配するところとなる。
戦国時代に入ると後北条氏の支配を受けるようになった。元亀年間（1570年（元亀元年） - 1573年（天正元年））には甲斐国の武田信玄の侵攻の際に補強され、その後、周辺の諸城とともに後北条氏と武田氏の間で争奪合戦があったとされる。
1590年（天正18年）の豊臣秀吉による小田原征伐で、この城は落城し廃城となった。

### 現在
河村城址歴史公園として整備されており、本丸やその他の郭、畝掘などの遺構が見られるが、一部の遺構は山林化して解りづらい。また公園整備が中途半端に放置されていたり、土橋にコンクリートを用いているなど、景観を損ねているとする意見がある。

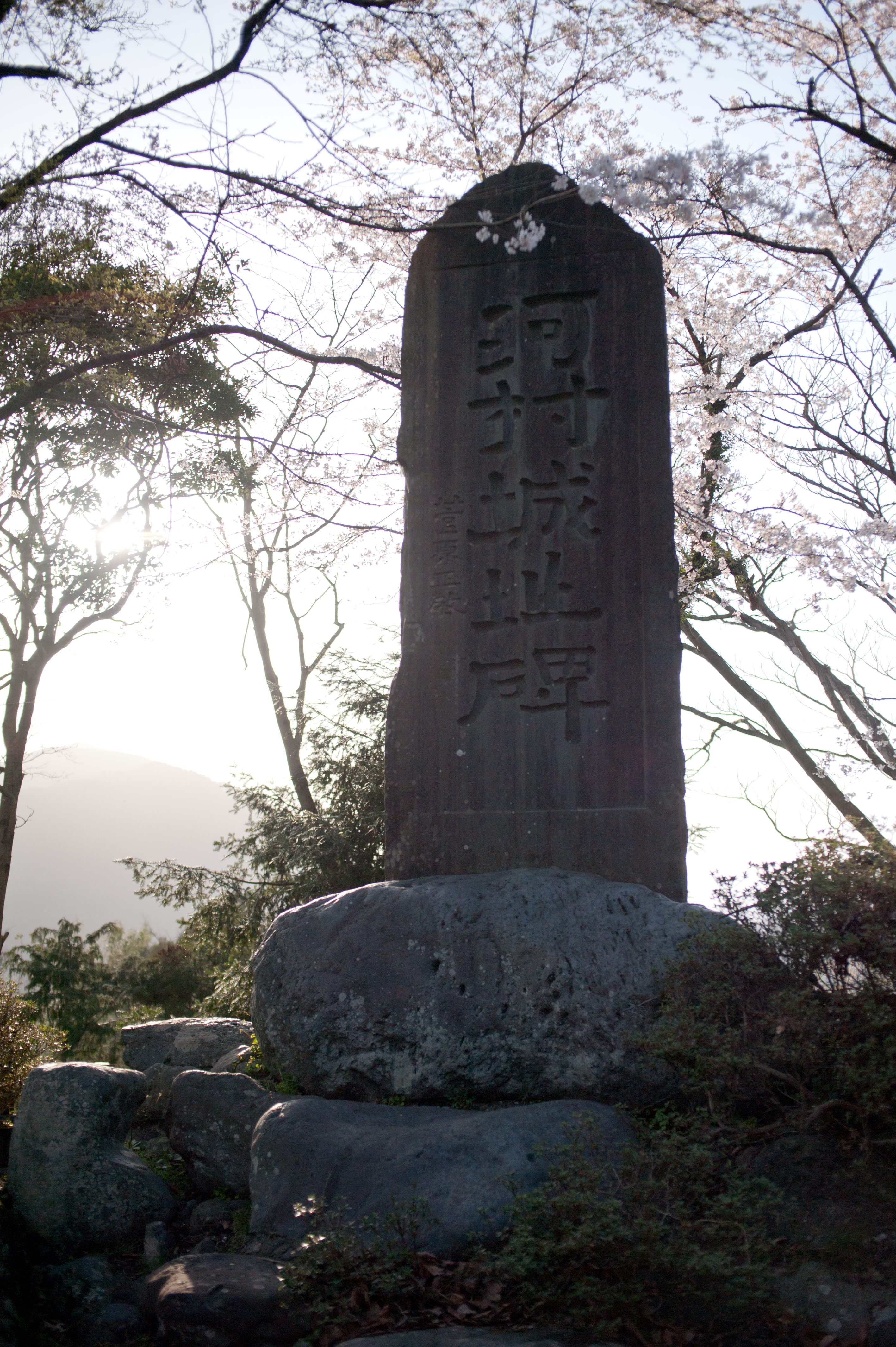
河村城址石碑（2010年4月撮影）
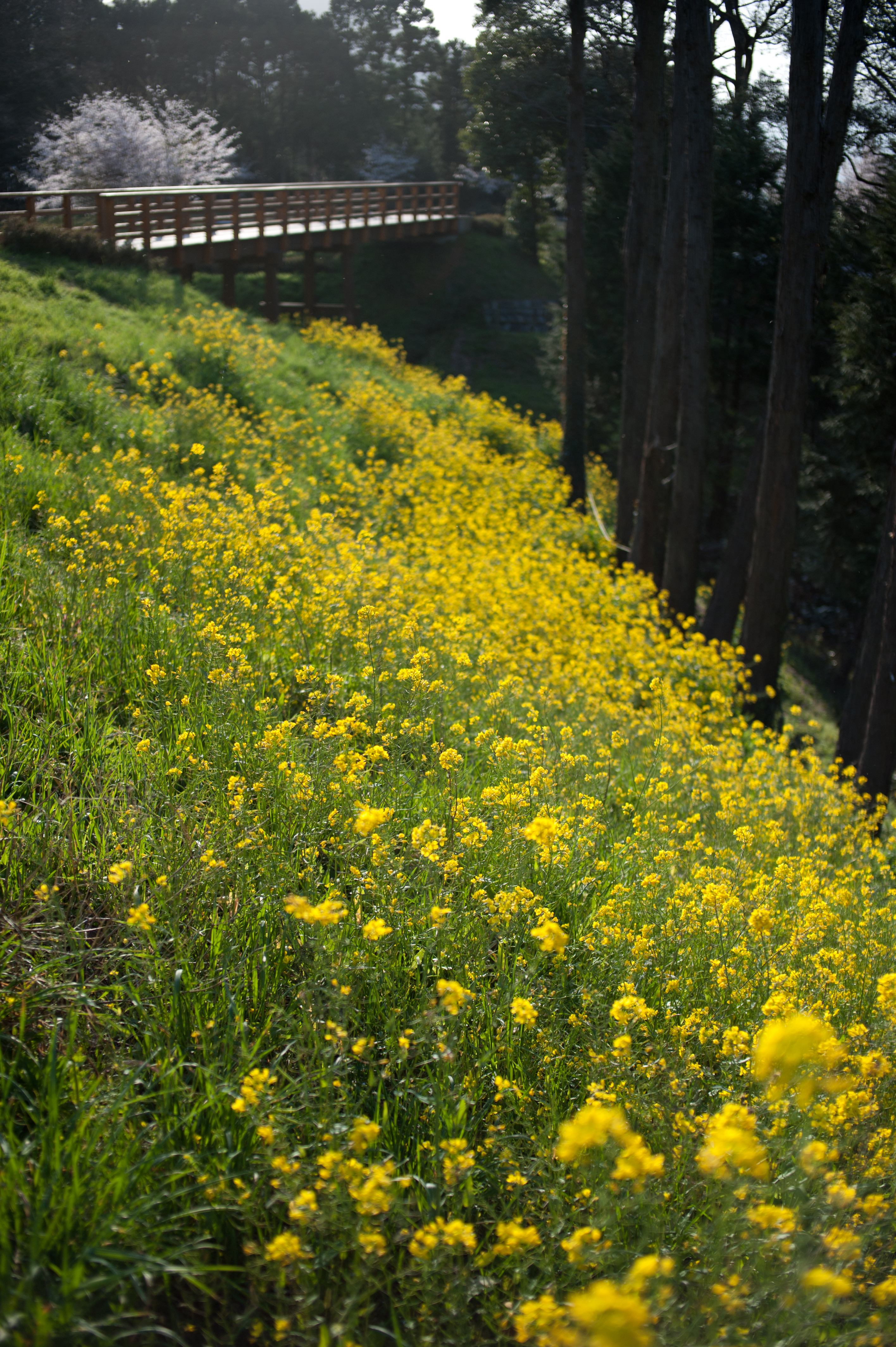
堀切3にかかる木橋周辺（2010年4月撮影）
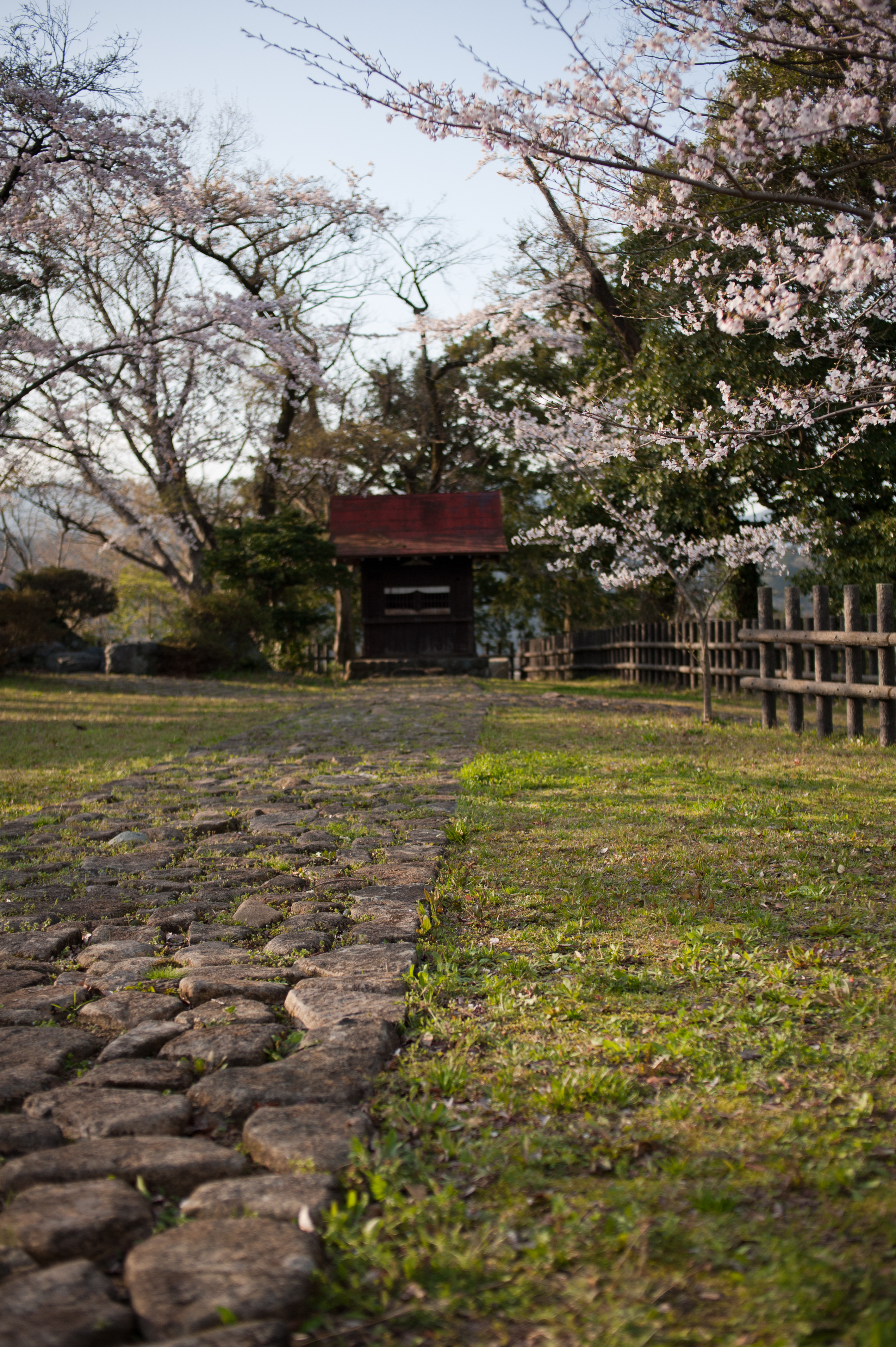
本城郭の桜（2010年4月撮影）
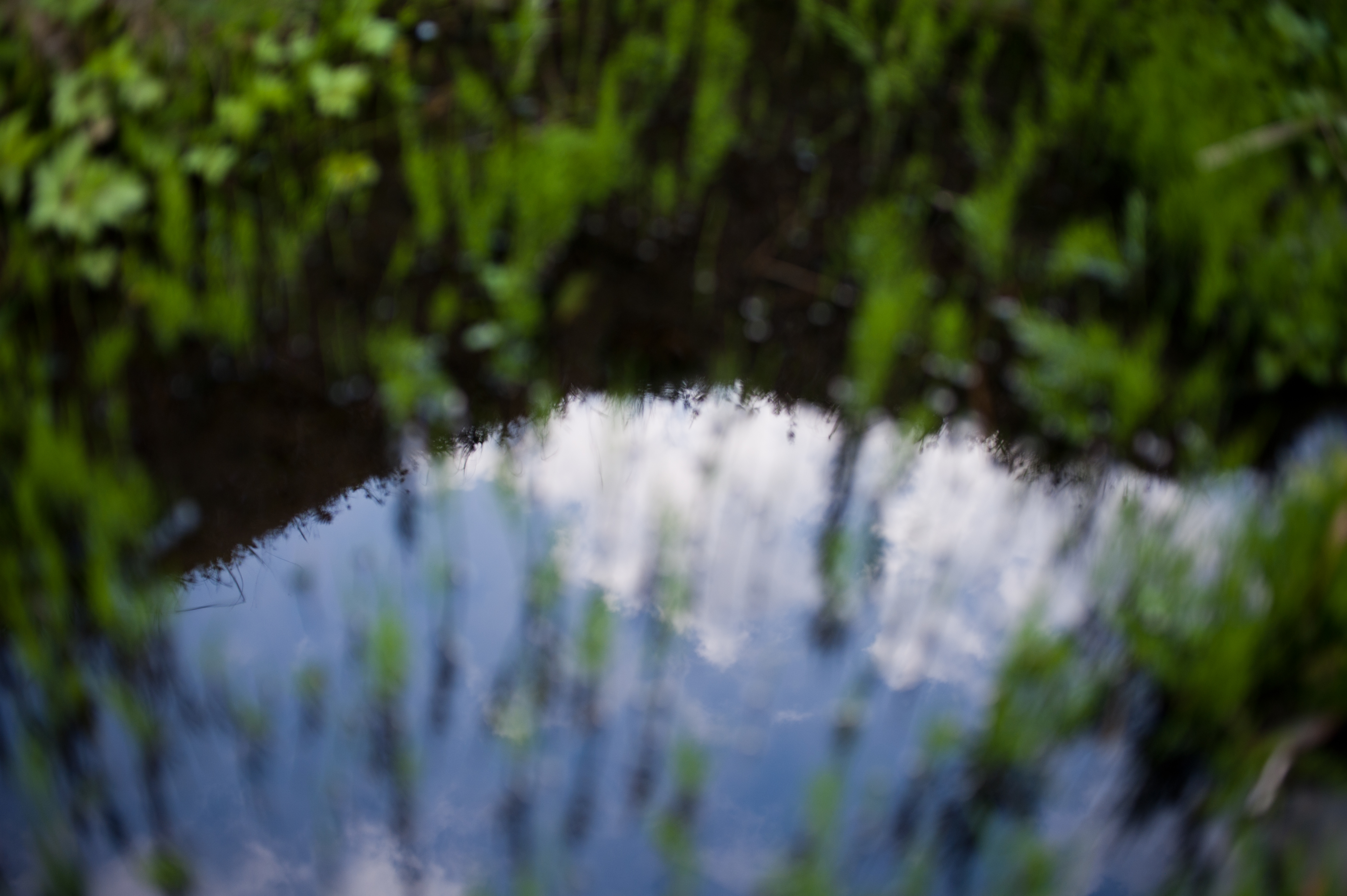
お姫井戸（2010年4月撮影）